# Desdoblament a camp nul
El desdoblament a camp nul (o desdoblament a camp zero), en magnetoquímica, és la diferència d'energia que separa, sense camp magnètic aplicat i dins d'un mateix nombre quàntic d'espin (S), els estats de diferent projecció sobre l'eix z, S_z.

## Origen
Aquest fenomen té lloc en els metalls de transició i ions de paratges estranys, i es deu a una interacció espín-orbita de segon ordre amb estats excitats. Aquests estats excitats poden ser molt anisòtrops per la interacció espín-orbita de primer ordre λ. La barreja de l'estat fonamental amb aquests estats té diferent pes, depenent del valor de M_s, per tan, produeix un desdoblament dels nivells.
Depenent de com sigui la barreja de nivells, el desdoblament de camp nul requerirà un estat fonamental de M_s màxim. Si hi ha elongació axial en la coordinació de l'ió metàl·lic, un λ positiu implica D < 0. Compressió axial i λ negativa tenen el mateix resultat, alhora que les altres dos combinacions tenen el resultat oposat (D > 0).

## En presència d'un camp magnètic
En el cas que coexisteixi amb un camp magnètic, aquest fenomen es manté, tot i donar-se l'efecte zeeman. En camps baixos, els dos efectes són importants. Aquesta coexistència dels dos fenòmens s'aprofita per a la determinació de D per espectroscòpia paramagnètica electrònica.